# كازوكو سوجياما
كازوكو سوجياما (باليابانية: 杉山佳寿子؛ بالكانا: すぎやま かずこ) هي مؤدية صوت وأستاذة جامعية وممثلة يابانية، ولدت في 9 أبريل 1947 في ناغويا في اليابان.

## أعمال

### أفلام
- (1972) باندا! انطلق، باندا!
- (1975) الحورية الصغيرة
- (2006)  لحن وداع المتحرين

### مسلسلات
- هايدي - هايدي

## وصلات خارجية
- الموقع الرسمي
- كازوكو سوجياما على موقع IMDb (الإنجليزية)
- كازوكو سوجياما على موقع ألو سيني (الفرنسية)
- كازوكو سوجياما على موقع ميوزك برينز (الإنجليزية)
- كازوكو سوجياما على موقع قاعدة بيانات الفيلم (الإنجليزية)
- كازوكو سوجياما على موقع كينوبويسك (الروسية)
- كازوكو سوجياما على موقع ANN person (الإنجليزية)